# Estézargues
Estézargues is een gemeente in het Franse departement Gard  in de regio Occitanie en telt 384 inwoners (1999). De plaats maakt deel uit van het arrondissement Nîmes.

## Geografie
De oppervlakte van Estézargues bedraagt 11,5 km², de bevolkingsdichtheid is 33,4 inwoners per km².

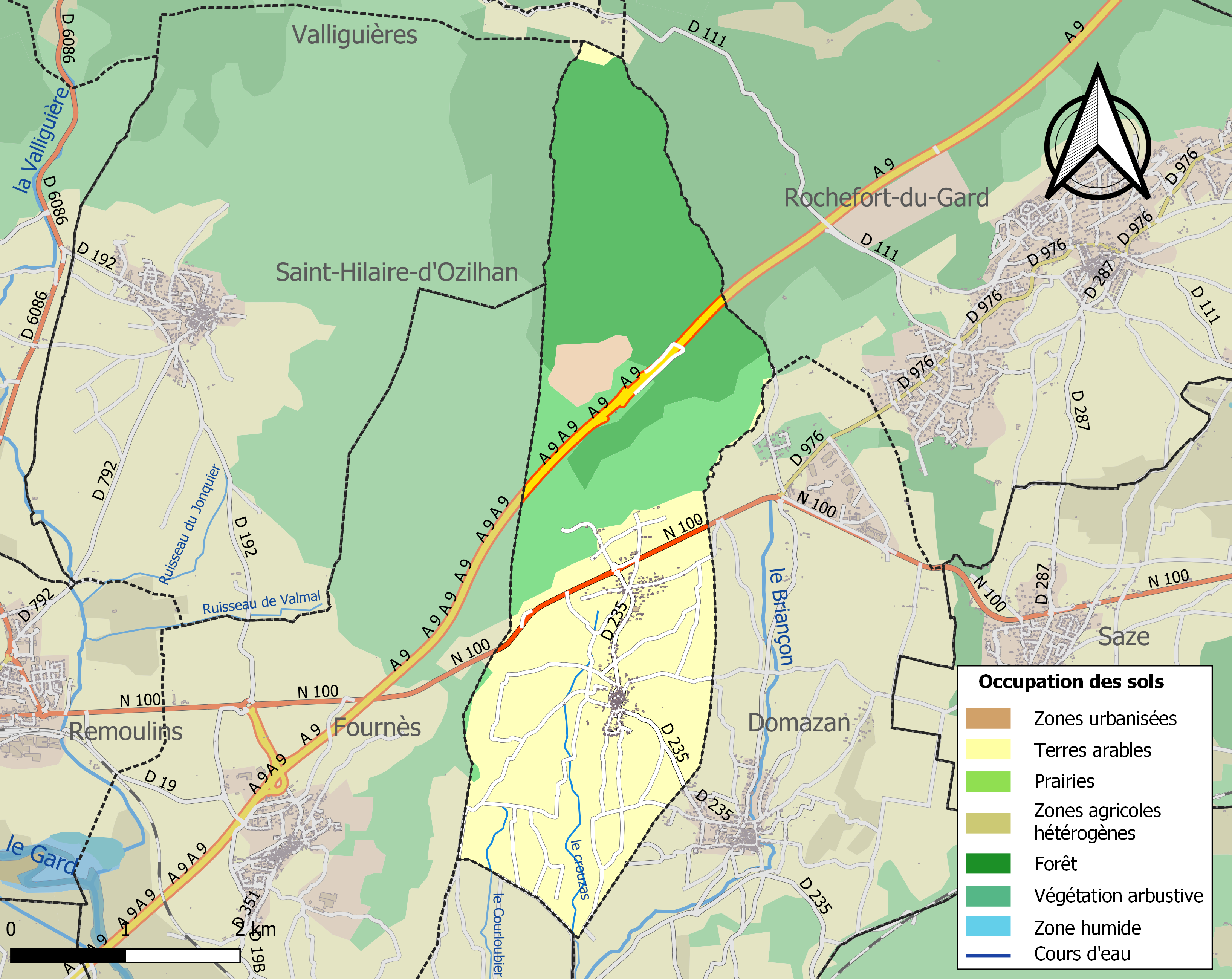
Kaart van de gemeente met de belangrijkste infrastructuur, bodemgebruik en omliggende gemeenten

## Demografie
Onderstaande figuur toont het verloop van het inwonertal (bron: INSEE-tellingen).